# Simalia
Simalia – rodzaj węży z rodziny pytonów (Pythonidae).

## Rozmieszczenie geograficzne
Rodzaj obejmuje gatunki występujące w Indonezji, na Molukach, Papui-Nowej Gwinei i Australii.

## Systematyka

### Etymologia
- Simalia: J.E. Gray nie wyjaśnił etymologii nazwy rodzajowej[1].
- Hypaspistes: gr. ὑπο hupo ‘nieco, trochę’[5]; ασπιστης aspistēs ‘uzbrojony w tarczę’[6]. Gatunek typowy: Hypaspistes dipsadides Ogilby, 1891 (= Boa amethistina Schneider, 1801).
- Australiasis: Australia; rodzaj Liasis J.E. Gray, 1842[3]. Gatunek typowy: Boa amethistina Schneider, 1801.

### Podział systematyczny
Do rodzaju należą następujące gatunki: 
- Simalia amethistina (Schneider, 1801) – pyton ametystowy[7]
- Simalia boeleni (Brongersma, 1953) – pyton czarny
- Simalia clastolepis (Harvey, Barker, Ammerman & Chippindale, 2000) – pyton molukański
- Simalia kinghorni (Stull, 1933) – pyton Kinghorna
- Simalia nauta (Harvey, Barker, Ammerman & Chippindale, 2000) – pyton tanimbarski
- Simalia tracyae (Harvey, Barker, Ammerman & Chippindale, 2000)